# 枢密使
樞密使，尊稱樞相。中國古代官名，負責統帥全國軍政。
唐代宗永泰年間，置樞密使、以宦官為之，掌接受朝臣以及四方表奏并宣達帝命，參贊軍機，二樞密使与二神策中尉号称四贵；至昭宗時，借朱温之力，盡誅殺宦官，開始以士人任樞密使。天祐元年（904年），朱溫命蔣玄暉擔任樞密使，是為外朝臣僚擔任此職之始。後梁置崇政院，改崇政使，然後以君主左右最親信的大臣擔任此職，“凡承上之旨，宣之宰相而奉行之”。
後唐復改樞密使，位同宰相，專掌軍政。莊宗任用宦官張居翰為樞密使，與郭崇韜對掌機務，又以宦官李紹宏為樞密使。後晉天福四年（939年）廢樞密院，而“以印付中書，院事皆委宰相分判”。開運元年（944年）“復置樞密院，以桑維翰為中書令兼樞密使，事無大小，悉以委之”。
宋朝，樞密院與中書門下并稱“二府”，樞密使位高權重，雅稱為太尉，與中書門下之同平章事合稱“宰執”；統帥全國軍隊。樞密院長官為樞密使、知樞密院事、同知樞密院事、簽書樞密院事、同簽書樞密院事等。太平興國八年（983年）正月，曹彬罷樞密使。次日，王顯受命為樞密副使，六月任樞密使。樞密院長官張遜、柴禹錫、趙镕等都是太宗早年在藩邸的親從。宋真宗即位後，以曹彬任樞密使，而以向敏中、夏侯嶠副之。
元朝置樞密院，長官稱樞密使，按例太子領樞密使虛銜。樞密副使主持軍務，多用蒙古人，漢人任之極少，僅史天澤、王約等任期較長。
清朝對軍機大臣也往往尊稱為樞密。

## 歷代樞密使、知院事
唐
- 董秀（765年－777年）
- 乔献德（777年－778年）
- 朱希颜（792年－798年）
- 薛盈珍（800年）
- 俱文珍（804年－806年）
- 刘光琦（806年－809年）
- 梁守谦[7]（809年[8]－818年）
- 刘弘规（820年－825年）
- 魏弘簡（820年－823年）
- 王守澄（823年－827年）
- 杨承和（825年－833年）
- 崔潭峻（827年－834年）
- 王践言（833年－834年）
- 刘弘逸（836年－840年）
- 薛季稜（836年－840年）
- 刘行深（840年－844年）
- 杨钦义（840年－849年）
- 崔巨源（847年）
- 王元宥（849年－851年）
- 严季实（849年－853年）
- 王归长（856年－859年）
- 马公儒（856年－859年）
- 杨玄翼（867年－869年）
- 杨复恭（869年－883年，886年）
- 田令孜（874年－875年）
- 西门思恭（875年－880年）
- 李顺融（880年－886年）
- 田匡礼（883年－886年）
- 刘季述（886年－891年）
- 杨恽（886年－891年）
- 李周潼（891年－893年）
- 段诩（891年－893年）
- 吴承泌（893年－895年）
- 康尚弼（893年－896年）
- 刘光裕（895年－896年）
- 景务修（896年－900年）
- 宋道弼（896年－900年）
- 王彦范（900年－901年）
- 薛齐偓（900年－901年）
- 袁易简（901年－902年）
- 周敬容（901年－902年）
- 王知古（903年）
- 杨虔郎（903年）

后梁（崇政院使）
- 敬翔（907年—912年）
- 李振（912年—923年）

后唐
- 郭崇韬（923年—926年）
- 张居翰（923年—926年）
- 李绍宏（926年）
- 安重诲（926年—931年）
- 孔循（926年—928年）
- 范延光（928年，930年—933年，934年—935年）
- 赵敬怡（928年—929年）
- 赵延寿（931年—933年，935年—936年）
- 朱弘昭（933年—934年）
- 冯赟（933年—934年）
- 郝琼（934年）
- 韩昭胤（934年—935年）
- 刘延朗（934年—936年）
- 房暠（935年—936年）
- 刘延皓（935年—936年）

后晋
- 桑维翰（936年—938年，944年—945年）
- 李崧（937年—938年，945年—947年）
- 刘处让（938年—939年）
- 张从恩（939年）
- 冯玉（945年）

后汉
- 杨邠（947年—950年）
- 郭威（948年—950年）

后周
- 王峻（950年—953年）
- 郑仁诲（954年—955年）
- 魏仁浦（954年—960年）
- 王朴（957年—959年）

宋
- 吴廷祚（959年—962年）
- 赵普（960年—962年副使，962年—964年）
- 李处耘（962年—963年副使）
- 李崇矩（964年—972年）
- 王仁赡（964年—967年副使）
- 沈义伦（967年—973年副使）
- 楚昭辅（973年—976年副使，976年—981年）
- 曹彬（976年—983年，997年—999年）
- 石熙载（979年—981年副使，981年—983年）
- 柴禹锡（982年—985年副使，993年—995年知院事）
- 王显（983年副使，983年—991年，999年—1000年）
- 弭德超（983年副使）
- 张齐贤（983年—986年同签书枢密院事，989年—991年副使）
- 王沔（983年—986年同签书枢密院事，986年—988年副使）
- 张宏（986年—987年副使，988年—991年副使）
- 赵昌言（987年—988年副使）
- 杨守一（988年签书枢密院事）
- 张逊（989年—991年签书枢密院事，991年—993年副使）
- 温仲舒（991年—993年副使）
- 寇准（991年—993年副使，1014年—1015年）
- 刘昌言（993年—995年同知院事）
- 赵镕（993年—995年同知院事，995年—997年知院事）
- 向敏中（993年—997年同知院事，997年—998年副使）
- 钱若水（995年—997年同知院事）
- 李惟清（997年同知院事）
- 夏侯峤（997年—998年副使）
- 杨砺（998年—999年副使）
- 宋湜（998年—1000年副使）
- 周莹（1000年—1002年知院事）
- 王继英（1000年—1004年知院事，1004年—1006年）
- 王旦（1000年—1001年同知院事）
- 冯拯（1001年—1004年同知院事，1004年—1005年签书枢密院事，1020年）
- 陈尧叟（1001年—1004年同知院事，1004年—1006年签书枢密院事，1006年—1012年知院事，1012年—1014年，1015年—1016年）
- 王钦若（1006年—1012年知院事，1012年—1014年，1015年—1017年）
- 韩崇训（1006年—1007年签书枢密院事）
- 马知节（1006年—1012年签书枢密院事，1012年—1014年副使，1017年—1018年知院事）
- 王嗣宗（1014年—1015年副使）
- 曹利用（1014年—1017年副使，1017年—1018年同知院事，1018年—1019年知院事，1019年—1029年）
- 张旻（1016年—1017年副使，1025年—1033年）
- 任中正（1016年—1017年副使，1017年—1019年同知院事，1019年—1022年副使）
- 周起（1017年—1019年同知院事，1019年—1020年副使）
- 丁谓（1019年—1020年）
- 曹玮（1020年签书枢密院事）
- 钱惟演（1020年—1022年副使，1022年）
- 张士逊（1021年—1028年副使）
- 张知白（1022年—1025年副使）
- 晏殊（1025年—1027年副使，1030年副使，1040年知院事，1040年—1044年）
- 夏竦（1027年—1029年副使，1029年—1033年副使，1043年，1047年—1048年）
- 姜遵（1028年—1030年副使）
- 范雍（1028年—1033年副使）
- 陈尧佐（1029年副使）
- 赵稹（1030年—1033年副使）
- 杨崇勋（1030年副使，1030年—1033年）
- 李谘（1033年—1036年副使）
- 王德用（1033年签书枢密院事，1033年—1035年同知院事，1035年—1039年副使，1054年—1056年）
- 王曙（1033年—1034年）
- 蔡齐（1033年—1037年副使）
- 王曾（1034年—1035年）
- 王随（1035年—1037年知院事）
- 韩亿（1035年—1037年同知院事）
- 章得象（1036年—1038年同知院事，1042年—1045年）
- 盛度（1037年—1039年知院事）
- 王鬷（1037年—1038年同知院事，1039年—1040年知院事）
- 王博文（1038年同知院事）
- 陈执中（1038年—1040年同知院事）
- 张观（1038年—1040年同知院事）
- 夏守赟（1039年—1040年知院事）
- 宋绶（1040年知院事）
- 王贻永（1040年同知院事，1040年—1045年副使，1045年—1054年）
- 杜衍（1040年同知院事，1040年—1043年副使，1043年—1045年）
- 郑戬（1040年同知院事，1040年—1041年副使）
- 任中师（1041年—1043年副使）
- 任布（1041年—1042年副使）
- 吕夷简（1042年—1043年判事）
- 富弼（1043年—1044年副使，1063年—1065年）
- 韩琦（1043年—1045年副使，1056年—1058年）
- 范仲淹（1043年副使）
- 贾昌朝（1044年—1045年，1056年—1058年）
- 吴育（1045年副使，1046年—1047年副使）
- 庞籍（1045年—1048年副使，1049年—1051年）
- 丁度（1045年—1046年副使）
- 文彦博（1047年副使，1065年—1073年）
- 高若讷（1047年—1049年副使，1051年—1053年）
- 宋庠（1048年—1049年，1058年—1060年）
- 梁适（1049年—1051年副使）
- 王尧臣（1051年—1056年副使）
- 狄青（1052年—1053年副使，1053年—1056年）
- 孙沔（1053年—1054年副使）
- 田况（1054年—1058年副使，1058年—1059年）
- 程戡（1056年—1060年副使）
- 张昪（1058年—1060年副使，1061年—1065年）
- 孙抃（1060年副使）
- 曾公亮（1060年—1061年副使）
- 欧阳修（1060年—1061年副使）
- 陈升之（1060年—1061年副使，1065年—1067年副使，1068年—1069年知院事，1072年—1075年）
- 赵槩（1060年—1062年副使）
- 包拯（1061年—1062年副使）
- 胡宿（1061年—1066年副使）
- 吴奎（1062年—1064年副使，1067年副使）
- 王畴（1064年—1065年副使）
- 吕公弼（1065年—1067年副使，1067年—1070年）
- 郭逵（1066年—1067年同签书枢密院事）
- 韩绛（1067年—1070年副使）
- 邵亢（1067年—1068年副使）
- 司马光（1070年副使）
- 冯京（1070年副使，1076年—1080年知院事，1080年—1081年）
- 吴充（1070年—1075年副使，1075年—1076年）
- 蔡挺（1072年—1075年副使）
- 王韶（1074年—1077年副使）
- 曾孝宽（1075年—1078年签书枢密院事）
- 孙固（1078年—1080年同知院事，1080年—1081年副使，1081年—1083年知院事，1089年—1090年知院事）
- 吕公著（1078年—1080年同知院事，1080年—1081年副使，1081年—1082年同知院事）
- 薛向（1078年—1080年同知院事，1080年副使）
- 韩缜（1081年—1083年同知院事，1083年—1085年知院事）
- 安焘（1083年—1086年同知院事，1086年—1089年知院事，1100年—1101年知院事）
- 章惇（1085年—1086年知院事）
- 范纯仁（1086年—1088年同知院事）
- 赵瞻（1088年—1089年签书枢密院事，1089年—1090年同知院事）
- 韩忠彦（1090年—1092年同知院事，1092年—1096年知院事）
- 王岩叟（1091年—1092年签书枢密院事）
- 刘奉世（1092年—1094年签书枢密院事）
- 曾布（1094年—1097年同知院事，1097年—1100年知院事）
- 林希（1097年—1098年同知院事）
- 蒋之奇（1100年—1101年同知院事，1101年—1102年知院事）
- 章楶（1101年—1102年同知院事）
- 蔡卞（1102年—1105年知院事）
- 安惇（1103年—1104年同知院事）
- 张康国（1105年—1109年知院事）
- 刘逵（1105年—1106年同知院事）
- 林摅（1107年同知院事）
- 郑居中（1107年—1109年同知院事，1109年—1110年知院事，1113年—1116年知院事，1120年—1123年领院事）
- 管师仁（1109年同知院事）
- 侯蒙（1110年同知院事）
- 吴居厚（1110年—1113年知院事）
- 王襄（1111年同知院事）
- 邓洵武（1116年—1119年知院事）
- 童贯（1116年—1117年签书枢密院事，1117年—1123年领院事，1124年—1126年领院事）
- 蔡攸（1123年—1126年领院事）
- 蔡懋（1124年—1126年同知院事）
- 耿南仲（1125年—1126年签书枢密院事，1126年同知院事）
- 吴敏（1126年知院事）
- 李棁（1126年同知院事）
- 唐恪（1126年同知院事）
- 路允迪（1126年签书枢密院事，1129年签书枢密院事）
- 种师道（1126年同知院事）
- 宇文虚中（1126年签书枢密院事）
- 李纲（1126年知院事）
- 许翰（1126年同知院事）
- 聂昌（1126年同知院事）
- 李回（1126年签书枢密院事，1130年—1131年同知院事）
- 冯澥（1126年知院事）
- 孙傅（1126年同知院事）
- 曹辅（1126年签书枢密院事）
- 张叔夜（1126年签书枢密院事）
- 汪伯彦（1127年同知院事，1127年—1128年知院事）
- 张悫（1127年同知院事）
- 颜岐（1127年—1128年同知院事）
- 郭三益（1127年同知院事）
- 卢益（1128年—1129年签书枢密院事）
- 吕颐浩（1129年签书枢密院事，1129年知院事，1131年—1133年知院事）
- 王渊（1129年签书枢密院事，1129年知院事）
- 李邴（1129年同签书枢密院事，1129年知院事）
- 郑瑴（1129年同签书枢密院事，1129年签书枢密院事）
- 张浚（1129年—1134年知院事，1134年—1137年知院事，1163年—1164年）
- 滕康（1129年签书枢密院事，1129年知院事）
- 杜充（1129年知院事）
- 周望（1129年同签书枢密院事，1129年—1130年知院事）
- 张守（1129年同签书枢密院事，1129年—1130年知院事）
- 范宗尹（1130年—1131年知院事）
- 赵鼎（1130年签书枢密院事，1134年—1136年知院事，1137年—1138年）
- 富直柔（1130年—1131年签书枢密院事，1131年同知院事）
- 秦桧（1131年—1132年知院事，1137年—1155年）
- 朱胜非（1132年—1134年知院事）
- 权邦彦（1132年—1133年签书枢密院事）
- 韩肖胄（1133年—1134年同签书枢密院事，1138年—1140年签书枢密院事）
- 徐俯（1133年—1134年签书枢密院事）
- 胡松年（1134年—1135年签书枢密院事）
- 孟庾（1135年知院事）
- 折彦质（1136年签书枢密院事）
- 沈与求（1137年同知院事，1137年知院事）
- 王庶（1138年副使）
- 王伦（1139年同签书枢密院事）
- 楼炤（1139年—1140年签书枢密院事，1144年签书枢密院事）
- 韩世忠（1141年）
- 张俊（1141年—1142年）
- 岳飞（1141年副使）
- 何铸（1141年—1142年签书枢密院事）
- 孟忠厚（1142年）
- 程克俊（1142年—1143年签书枢密院事）
- 李文会（1144年签书枢密院事）
- 杨愿（1144年—1145年签书枢密院事）
- 秦熺（1145年—1155年知院事）
- 李若谷（1145年—1147年签书枢密院事）
- 何若（1147年签书枢密院事）
- 汪勃（1147年—1148年签书枢密院事）
- 詹大方（1148年签书枢密院事）
- 余尧弼（1148年—1150年签书枢密院事）
- 巫伋（1150年—1152年签书枢密院事）
- 章复（1152年签书枢密院事）
- 宋朴（1152年—1153年签书枢密院事）
- 史才（1153年—1154年签书枢密院事）
- 魏师逊（1154年签书枢密院事）
- 郑仲熊（1154年—1155年签书枢密院事）
- 汤思退（1155年—1156年签书枢密院事，1156年—1157年知院事，1163年—1164年）
- 陈诚之（1156年—1158年同知院事，1158年—1159年知院事）
- 汤鹏举（1157年知院事）
- 王纶（1158年—1159年同知院事，1159年—1160年知院事）
- 叶义问（1160年同知院事，1160年—1162年知院事）
- 周麟之（1160年—1161年同知院事）
- 黄祖舜（1161年—1163年同知院事）
- 陈康伯（1162年—1163年，1164年—1165年）
- 张焘（1162年—1163年同知院事）
- 辛次膺（1163年—1161年同知院事）
- 洪遵（1163年—1164年同知院事）
- 史浩（1163年，1178年）
- 周葵（1164年权知院事）
- 贺允中（1164年—1163年知院事）
- 钱端礼（1164年签书枢密院事，1164年—1165年知院事）
- 虞允文（1164年签书枢密院事，1164年—1165年同知院事，1167年—1169年同知院事，1169年—1172年）
- 王刚中（1164年—1165年签书枢密院事，1165年同知院事）
- 洪适（1165年签书枢密院事，1165年—1166年）
- 叶颙（1165年签书枢密院事，1165年—1166年同知院事，1166年—1167年）
- 汪澈（1165年知院事，1165年—1166年）
- 魏杞（1166年同知院事，1166年—1167年）
- 林安宅（1166年同知院事）
- 蒋芾（1166年—1168年签书枢密院事，1168年）
- 陈俊卿（1166年—1168年同知院事，1168年—1170年）
- 刘珙（1167年—1168年同知院事）
- 王炎（1168年—1169年签书枢密院事，1169年—1173年知院事）
- 梁克家（1169年—1172年知院事，1172年—1173年）
- 张说（1171年—1173年签书枢密院事，1173年—1174年知院事）
- 王之奇（1172年—1173年签书枢密院事）
- 曾怀（1173年—1174年）
- 沈复（1173年，1175年）
- 郑闻（1173年—1174年）
- 姚宪（1173年—1174年）
- 叶衡（1174年—1175年）
- 杨倓（1174年）
- 李彦颖（1174年—1175年）
- 王淮（1175年—1177年，1178年—1188年）
- 赵雄（1176年—1181年）
- 钱良臣（1178年）
- 谢廓然（1180年—1182年）
- 周必大（1182年—1189年）
- 施师点（1182年—1183年）
- 黄洽（1183年—1189年）
- 留正（1186年—1194年）
- 王蔺（1189年—1190年）
- 葛邲（1190年—1194年）
- 胡晋臣（1190年—1193年）
- 陈骙（1192年—1194年）
- 赵汝愚（1193年—1195年）
- 余端礼（1193年—1196年）
- 罗点（1194年）
- 京镗（1194年—1200年）
- 郑侨（1195年—1197年）
- 谢深甫（1195年—1203年）
- 何澹（1196年—1201年）
- 叶翥（1196年—1198年）
- 许及之（1198年—1204年）
- 陈自强（1200年—1207年）
- 张釜（1201年）
- 程松（1201年—1202年）
- 袁说友（1202年—1203年）
- 傅伯寿（1203年—1223年）
- 费士寅（1203年—1205年）
- 张孝伯（1203年—1204年）
- 钱象祖（1204年—1208年）
- 张岩（1204年—1207年）
- 刘德秀（1205年）
- 丘崈（1206年—1207年）
- 卫泾（1207年—1208年）
- 史弥远（1207年—1233年）
- 林大中（1207年—1208年）
- 娄机（1208年—1210年）
- 楼钥（1208年—1210年）
- 雷孝友（1208年）
- 章良能（1209年—1213年）
- 宇文绍节（1209年—1213年）
- 郑昭先（1214年—1215年）
- 曾从龙（1215年—1235年）
- 任希夷（1219年—1221年）
- 宣缯（1221年—1236年）
- 俞应符（1221年—1222年）
- 程卓（1222年—1223年）
- 薛极（1222年—1229年）
- 葛洪（1224年—1235年）
- 袁韶（1226年—1228年）
- 郑清之（1226年—1236年）
- 乔行简（1227年—1241年）
- 陈贵谊（1228年—1234年）
- 郑性之（1234年—1255年）
- 陈卓（1235年）
- 崔与之（1235年—1239年）
- 魏了翁（1235年—1237年）
- 李鸣复（1236年—1244年）
- 邹应龙（1237年）
- 李宗勉（1237年—1240年）
- 余天锡（1237年—1241年）
- 史嵩之（1238年—1244年）
- 赵以夫（1238年—1241年）
- 游似（1239年—1247年）
- 许应龙（1239年）
- 林略（1239年—1243年）
- 范钟（1239年—1246年）
- 徐荣叟（1240年—1242年）
- 赵葵（1242年—1249年）
- 别之杰（1242年）
- 高定子（1242年—1247年）
- 杜范（1242年—1244年）
- 刘伯正（1244年—1245年）
- 金渊（1244年）
- 李性传（1245年）
- 陈韡（1245年—1249年）
- 吴潜（1247年—1260年）
- 王伯大（1247年—1248年）
- 郑（1247年—1249年）
- 应𢖟（1248年—1249年）
- 谢方叔（1248年—1255年）
- 史宅之（1248年—1249年）
- 徐清叟（1249年—1256年）
- 董槐（1251年—1256年）
- 贾似道（1254年—1274年）
- 王埜（1255年）
- 程元凤（1255年—1256年）
- 蔡抗（1255年—1256年）
- 张磻（1256年—1257年）
- 丁大全（1256年—1259年）
- 马天骥（1256年—1257年）
- 林存（1257年—1258年）
- 朱熠（1258年—1261年）
- 饶虎臣（1258年—1260年）
- 戴庆炣（1259年—1260年）
- 皮龙荣（1260年—1261年）
- 沈炎（1260年—1261年）
- 何梦然（1261年—1264年）
- 江万里（1261年—1269年）
- 马光祖（1261年—1263年）
- 孙附凤（1262年）
- 杨栋（1262年—1265年）
- 叶梦鼎（1262年—1267年）
- 姚希得（1264年—1275年）
- 王爚（1265年—1275年）
- 马廷鸾（1265年—1272年）
- 包恢（1266年）
- 常挺（1267年—1268年）
- 陈宗礼（1270年）
- 赵顺孙（1270年—1274年）
- 章鉴（1272年—1275年）
- 陈宜中（1273年—1276年）
- 曾渊子（1275年）
- 文及翁（1275年）
- 倪普（1275年）
- 陈合（1275年）
- 高斯得（1275年）
- 陈文龙（1275年—1277年）
- 黄镛（1275年—1276年）
- 吴坚（1275年—1276年）
- 谢堂（1275年—1276年）
- 夏士林（1276年）
- 家铉翁（1276年）
- 贾余庆（1276年）
- 文天祥（1276年）
- 张世杰（1276年—1279年）
- 陆秀夫（1276年—1279年）